# Ералаш (журнал)
«Ералаш» — русский литературно-художественный иллюстрированный сатирический журнал, основанный Михаилом Неваховичем и выходивший с 1846 по 1849 год.

## История
Во второй половине XIX в. в России появился целый ряд сатирических журналов. Журнал «Ералаш» в этом ряду был самым первым. Он начал издаваться в Петербурге в 1846 г.
Инициатива создания журнала принадлежала Михаилу Львовичу Неваховичу (1817—1850), художнику-карикатуристу, сыну еврейского просветителя Л. Н. Неваховича и дяде И. И. Мечникова. Выйдя в отставку с военной службы, М. Л. Невахович поселился в Петербурге с 1841 года, женился на балерине Императорского театра Т. П. Смирновой, а с 1846 г. начал издавать журнал «Ералаш».
Журнал выходил четыре раза в год, всего было выпущено 16 тетрадей. Обращаясь к злободневным новостям общественной жизни, художникам-карикатуристам удалось ярко отразить различные явления быта, мира искусства.
В начале 1850 г. М. Л. Невахович, страдавший аневризмой аорты, чувствуя себя плохо, выехал на юг и в августе того же года внезапно скончался.

## Иллюстрации в журнале
Зарождение карикатуры в России произошло в XVII в. с народных лубочных картинок. От них карикатуру отличал больший профессионализм художников и обязательный надзор цензуры. Позже, в XIX в., из лубка в карикатуру пришли сатирические сцены.
Одним из самых емких политических средств карикатуры в XIX в. стал шарж. Шаржи нередко отражали события в общественно-политической жизни России. Те, что были созданы во время войны, служили для поднятия боевого духа солдат, обрушивались со «смехом превосходства» на врага, делая его маленьким и забавным, ибо, «что смешно, то не может быть опасно».
Развитие карикатуры тесно связано с литературной публицистикой (от политического памфлета до бытового фельетона). Сотрудничество карикатуристов в журналах и газетах стало приобретать популярность в середине XIX в. Карикатуры и шаржи публиковались с поясняющим сатирический смысл сцены текстом. В таком виде они часто попадали на страницы карикатурного журнала «Ералаш».
Большинство карикатур было выполнено самим издателем. В «Ералаше» сотрудничали также художники Н. А. Степанов и И. И. Пальм.
Из карикатур, помещенных в «Ералаше», особую известность приобрело «Шествие в храм славы». Это карикатура на писателей 1840-х годов, Гоголь изображен посредине, спящим на втором томе «Мертвых душ».

Шествие в храм славы

## Переиздание
В 2007 году в Санкт-Петербурге журнал был впервые переиздан в двух исполнениях: в виде альбома с обложкой из натуральной кожи и в виде альбома в папке-коробке: оригинальные титульные листы, дизайнерская бумага.